# Галеево (Татарстан)
Гале́ево (тат. Гали) — деревня в Агрызском районе Республики Татарстан. Входит в состав Девятернинского сельского поселения.

## Этимология
Топоним произошёл от антропонима «Гали».

## География
Деревня расположена на левом берегу реки Ары-Казы, в одном километре от границы Удмуртской республики. До центра сельского поселения, села Девятерня — 4 км к северо-востоку. Расстояние до административного центра района, города Агрыз, составляет по автодорогам 108 км.
Постановлением Кабинета Министров Республики Татарстан входит в перечень населённых пунктов, находящихся в отдалённых или труднодоступных местностях Республики Татарстан.

## История
В 1890 году в деревне Девятернинского сельского общества проживало 57 государственных крестьян из татар в 9 дворах и 74 тептяря из башкир в 13 дворах. Занимались земледелием (имелось 3,2 десятины усадебной земли, 168,7 десятин пашни, 6,6 десятин сенокоса, 2,2 десятины выгона, 43,5 десятины подушного леса и 18 десятин лесного надела, а также 3,8 десятины неудобной земли), скотоводством (26 лошадей, 23 головы КРС, 33 овцы, 12 коз), пчеловодством (54 улья в 4 дворах), из промыслов — подённой работой. 

## Население
| 1890 | 1926 | 1938 | 1949 | 1958 | 1970 | 1989 | 2002 | 2010 | 2015 |
| ---- | ---- | ---- | ---- | ---- | ---- | ---- | ---- | ---- | ---- |
| 131  | 232  | 288  | 220  | 219  | 257  | 101  | 87   | 53   | 56   |

Национальный состав
Согласно результатам переписи 2002 года, в национальной структуре населения татары составляли 99 %.

## Инфраструктура
На территории деревни расположены фельдшерско-акушерский пункт, почтовое отделение.